# X-Y-Theorie
Die Theorien X und Y sind Managementtheorien bzw. Führungsphilosophien, die zwei völlig unterschiedliche Menschenbilder repräsentieren. Douglas McGregor prägte die Theorie X erstmals 1960 während seiner Professur am MIT in seinem Buch The Human Side of Enterprise und sah in ihr eine implizite Grundlage der traditionellen hierarchischen Betriebsführung. Jedoch lehnte McGregor die Theorie X ab und bevorzugte die von ihm vorgeschlagene Alternative der Theorie Y.
Die Theorie X nimmt an, dass der Mensch faul ist und versucht, der Arbeit so gut es geht aus dem Weg zu gehen. Prinzipiell ist er von außen motiviert; das heißt durch extrinsisch ausgerichtete Maßnahmen zu belohnen beziehungsweise zu sanktionieren. Im Gegensatz dazu geht die Theorie Y davon aus, dass der Mensch durchaus ehrgeizig ist und sich zur Erreichung sinnvoller Zielsetzungen bereitwillig strenge Selbstdisziplin und Selbstkontrolle auferlegt. Er sieht Arbeit als Quelle der Zufriedenheit und hat Freude an seiner Leistung. Auch Verantwortungsbewusstsein und Kreativität prägen dieses Menschenbild.

## Menschenbild der Theorien

### Theorie X – der Mensch ist unwillig
Der Mensch hat eine Abneigung gegen Arbeit und versucht ihr aus dem Wege zu gehen wo irgendwie möglich. Durch seine Arbeitsunlust muss er meistens gezwungen, gelenkt, geführt und mit Strafe bedroht werden, damit er einen produktiven Beitrag zur Erreichung der Organisationsziele leistet. Er muss „an die Hand genommen“ werden, da er zu wenig Ehrgeiz besitzt, Routineaufgaben vorzieht und nach Sicherheit strebt. Er scheut sich vor jeder Verantwortung. Deshalb muss der Manager jeden Handlungsschritt detailliert vorgeben, energisch anleiten und führen sowie streng kontrollieren. Nur auf diese Weise ist eine effiziente Arbeitsausführung möglich. Entlohnung alleine kann Menschen nicht dazu bringen, sich genügend zu bemühen. Das heißt bei Zuwiderhandeln gegen die Regeln bedarf es externer Kontrollen und Strafen sowie Zwang. Sein Verhalten richtet sich nach der Mehrheitsmeinung.
In der Rezeption der X-Y-Theorie werden die beiden Menschenbilder meistens als gleichwertig betrachtet: Ein Mensch ist eher X - oder eher Y. Dabei wird übersehen, dass McGregor die X-Theorie als eine Ansammlung von Vorurteilen ansah, als Irrlehre. Nach McGregor ist die X-Theorie das Ergebnis der Umkehrung von Ursache und Wirkung: Erst dadurch, dass Mitarbeiter mit harter Hand geführt werden, reagieren sie träge, passiv und verantwortungsscheu. „Flucht vor Verantwortung, Mangel an Ehrgeiz und Drang nach Sicherheit [sind ...] im Allgemeinen Folgen schlechter Erfahrungen, nicht angeborene menschliche Eigenschaften.“
Die Annahmen der Theorie X entsprechen im Wesentlichen den Annahmen des Taylorismus.

### Theorie Y – der Mensch ist engagiert
Für den Menschen hat Arbeit einen hohen Stellenwert und ist wichtige Quelle der Zufriedenheit, denn er ist leistungsbereit und von innen motiviert. Die wichtigsten Arbeitsanreize sind die Befriedigung der Ich-Bedürfnisse und das Streben nach Selbstverwirklichung. Daher sind Bedingungen zu schaffen, die den Menschen motivieren, beispielsweise durch mehr Selbstbestimmung, größere Verantwortungsbereiche, flexiblere Organisationsstrukturen, Gruppen- und Projektarbeit etc. Identifiziert sich der Mensch mit den Zielen der Organisation, dann sind externe Kontrollen nicht notwendig. Denn er wird Verantwortung übernehmen und Eigeninitiative entwickeln. Auch Kreativität wird gefördert und gefordert. Da sich dieser Mensch den Zielen seiner Unternehmung verpflichtet fühlt, wird er zugunsten der Organisationsziele handeln. Der Mensch besitzt einen hohen Grad an Vorstellungskraft, Urteilsvermögen und Erfindungsgabe, um organisatorische Probleme zu lösen.
Die Annahmen der Theorie Y entsprechen im Wesentlichen Annahmen des Human-Relations-Konzepts. Theorie Y entspricht den meisten Unternehmensleitbildern.

### Theorie Z – der Mensch ist je nachdem
Da die Theorien X und Y sich gegenseitig ausschließen können, begegnete McGregor 1964 seinen Kritikern mit der Synthese der beiden Managementtheorien zu der Theorie Z, welche später von William Ouchi aufgegriffen und eigenständig entwickelt wurde.
Die Annahmen der Theorie Z entsprechen im Wesentlichen dem Japanischen Managementstil.

## Die Selbsterfüllende Prophezeiung der Theorien X und Y
Die Anwendung der Theorien X und Y können sehr gut als sich selbst erfüllende Prophezeiungen betrachtet werden. Die Anwendung der Theorie X erfordert es, den Mitarbeitern strenge Vorgaben zu machen und sie zu kontrollieren. Dies führt in den meisten Fällen zu einem passiven Arbeitsverhalten, was wiederum zu einer geringen Übernahme von Verantwortung und Engagement führt – so entsteht ein Teufelskreis zwischen Management und Angestellten, da dies die Annahmen der Theorie X bestätigt und ihre weitere Befolgung notwendig zu machen scheint. Dies gilt analog auch für Theorie Y. Dieser Sachverhalt ist in den Diagrammen dargestellt.

## Charakteristika und Ausprägungen
Manager, bei denen das Menschenbild der Theorie X ausgeprägt ist, haben einen eher autoritären
Führungsstil, das heißt, er ist stark zielorientiert, aber kaum mitarbeiterorientiert, denn die Mitarbeiter sind nur Mittel zum Zweck. Hingegen besitzen Manager, die sich mehr zur Theorie Y hingezogen fühlen, einen eher kooperativen oder partizipativen Führungsstil und sind somit mitarbeiter- und zielorientiert.
Charakteristisch für die Theorie X sind Begriffe wie Vorgesetzte, Untergebene, Befehle, Anweisungen und strikte Kontrolle. Dem gegenüber stehen für die Theorie Y Begriffe wie Mitarbeiter, Zielvereinbarung („Management by Objectives“) und Delegation von Aufgaben, Kompetenz und Verantwortung.
Gestaltungsmaßnahmen für den Manager nach der Theorie X sind Kontrolle, Anweisungen, Berichtspflicht der Mitarbeiter und Disziplinarstrafen. In der Theorie Y stehen Dezentralisierung von Entscheidungen, Integration von Zielen, Delegieren von Verantwortung und Gruppenentscheidungen (Partizipation) im Vordergrund.